# Albatros cellanegre
L'albatros cellanegre (Thalassarche melanophrys), és un gran ocell marí de la família dels diomedeids (Diomedeidae), i és l'albatros més estès i comú. Va ser descrit per primera vegada per Coenraad Jacob Temminck, en 1828, basant-se en un espècimen capturat al Cap de Bona Esperança

## Morfologia

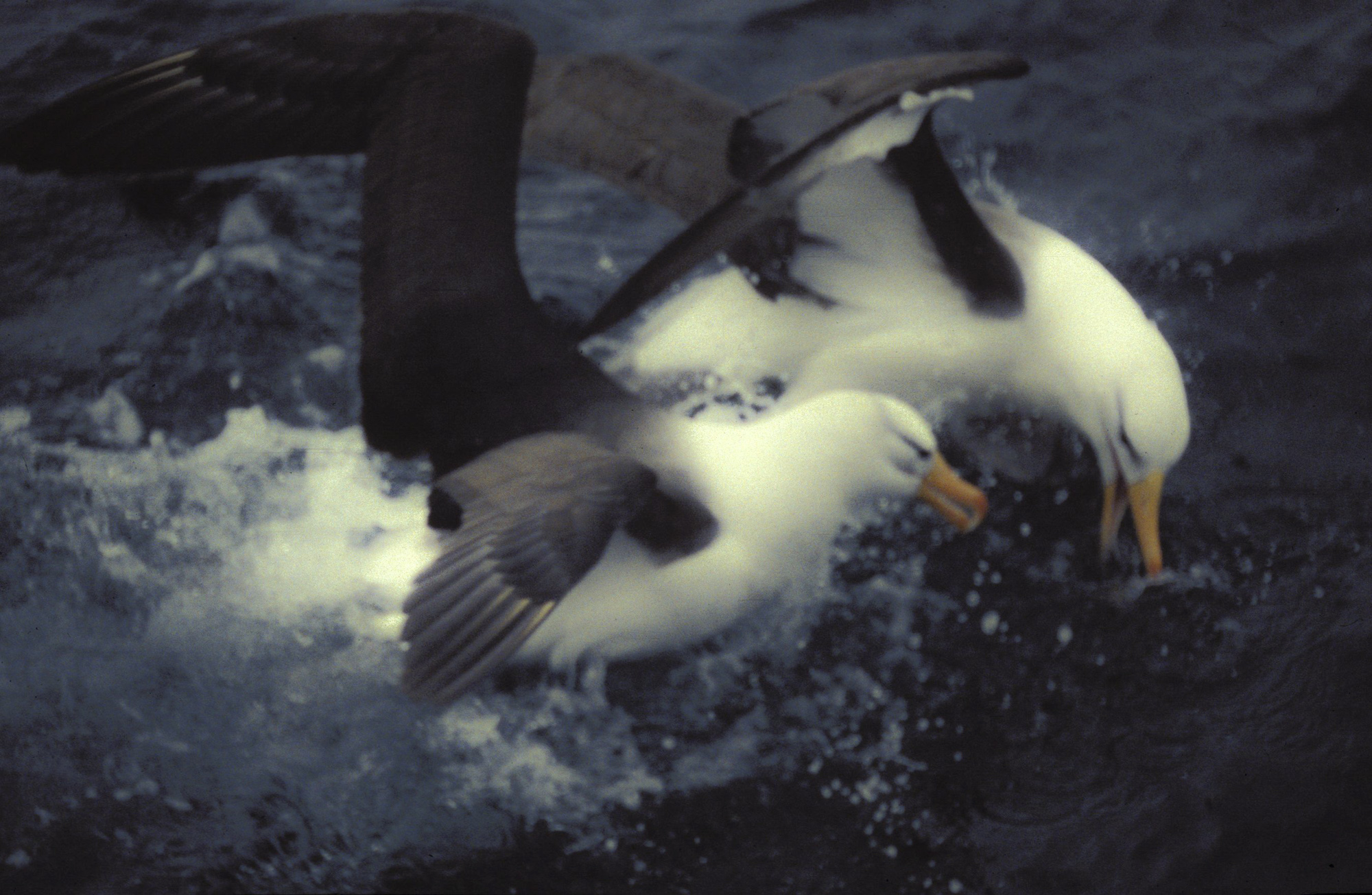
Exemplars fotografiats a l'Atlàntic sud.

- Albatros de mitjana grandària, fa 80 - 95 cm de llargària i 200 - 240 cm d'envergadura, amb un pes de 2,9 - 4.7 kg.[4]
- Bec fort i groc amb punta rosa. Potes rosa amb membranes interdigitals blau pàl·lid.[5]
- Cap, coll, parts inferiors i gropa de color blanc. Dors i cara superior de les ales gris molt fosc, gairebé negre. La cara inferior de les ales és blanca en la zona central, amb bordells irregulars negres, més ample l'anterior. Llista fosca sobre l'ull.[5]
- Joves amb cap i coll gris fosc que va mudant progressivament amb el blanc de les parts inferiors. Superfície inferior de l'ala bàsicament fosca.[5]

## Hàbitat i distribució

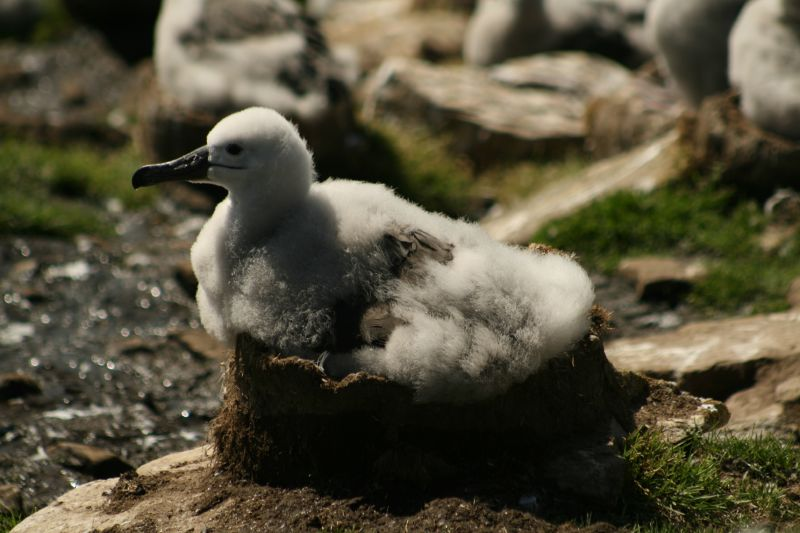
Pollet fotografiat a les illes Malvines.

L'albatros cellanegre és circumpolar als oceans del sud, i es reprodueix en 12 illes o grups d'illes d'aquestes latituds: Illes Malvines, Diego Ramírez, Geòrgia del Sud, Ildefonso, Diego de Almagro, Evangelistes, Antípodes, Snares, Macquarie, Crozet, Kerguelen i Heard i McDonald. Es calcula que hi ha 1.220.000 aus vives amb 600.853 parelles reproductores, segons les estimacions d'un recompte de 2005. D'aquestes aus, 402.571 es reprodueixen a les Illes Malvines, 72.102 es reprodueixen a l'illa Geòrgia del Sud, 120.171 es reprodueixen a les illes xilenes d'Ildefonso, Diego de Almagro, Illa Evangelistes, i Diego Ramírez. 600 parelles a l'illa Heard, Finalment, la resta 5.409 parelles reproductores a les illes restants
Aquesta espècie d'albatros cerca el seu aliment en zones de la plataforma continental i el talús.

## Comportament

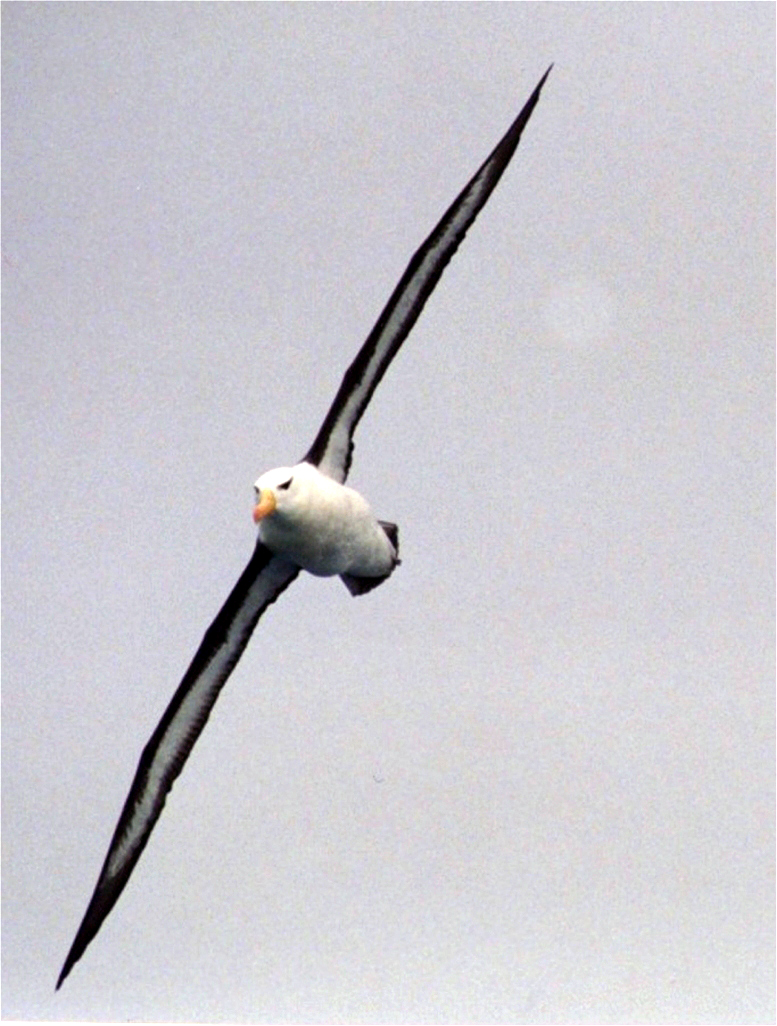
Exemplar de l'illa de Geòrgia del Sud

L'albatros cellanegre s'alimenta de peixos, calamars, crustacis, carronya, i descarts de pesca. Se l'ha observat robant menjar d'altres espècies.
Els exemplars adults són depredats pel tauró tigre (Galeocerdo cuvier), els pollets per estercoràrids i els ous per rates (Rattus). En el passat, els humans capturaven aquesta espècie per la seua carn i saquejaven les seues colònies per aconseguir els ous. Avui dia, la pitjor amenaça per part humana són les morts accidentals causades per la pesca amb palangre.
Les colònies són molt sorolloses, ja que els ocells criden per marcar el seu territori, i també cloquegen amb força. Utilitzen la seva cua en forma de ventall durant el festeig.
Aquesta espècie fa els nius en vessants escarpats cobertes de pastures i de vegades en penya-segats, però a les Malvines ho fan a planures amb herba, a la costa. Cria una vegada a l'any, ponent un únic ou, entre el 20 de setembre i l'1 de novembre, tot i que a les Malvines, Crozet i Kerguelen crien quasi 3 setmanes abans. Ambdós sexes s'encarreguen de la incubació, durant 68 -71 dies. Després de l'eclosió, els pollets romanen 120-130 dies al niu. Els menors tornaran a la colònia després de 2 a 3 anys, però només per practicar rituals de festeig, ja que comencen a criar als 10 anys aproximadament.

## Taxonomia
Tradicionalment aquesta espècie s'havia considerat formada per dues subespècies, però arran els treballs de Robertson i Nunn en 1998, l'albatros de Campbell (T. m. impavida) és considerada una espècie de ple dret per molts autors, començant per BirdLife International l'any 2000.

## Estatus
La Unió Internacional per a la Conservació de la Natura classifica aquesta espècie com en perill a causa de la reducció dràstica de la població. Si bé va augmentar la població en alguns indrets com ara les Malvines durant la dècada de 1980, la situació general és pesimista, amb una disminució de més del 67% en 64 anys

## Referències

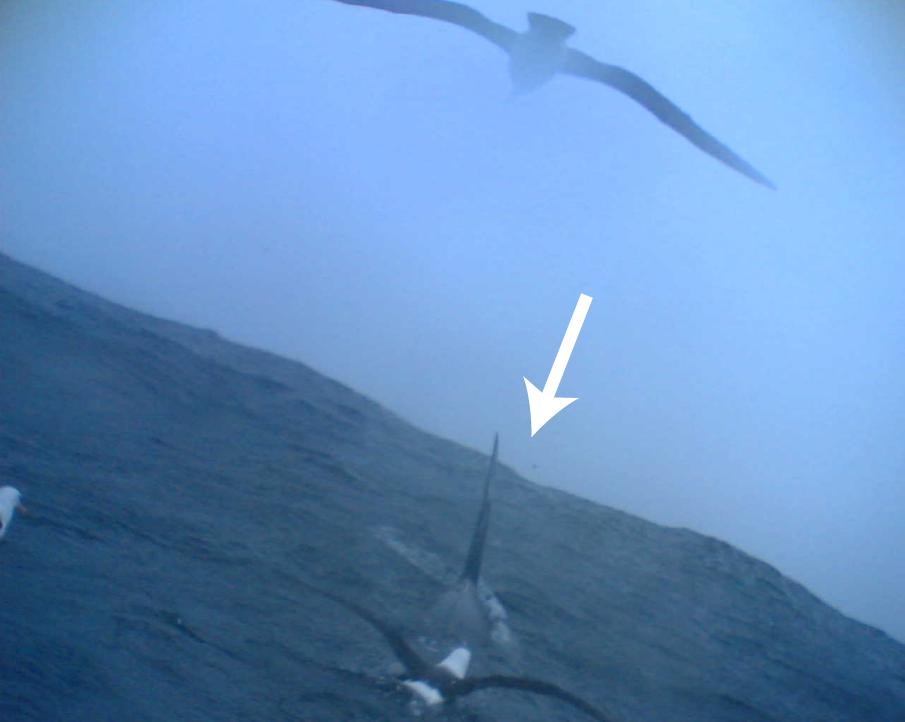
Exemplars aprofitant-se de les restes del menjar d'una orca.
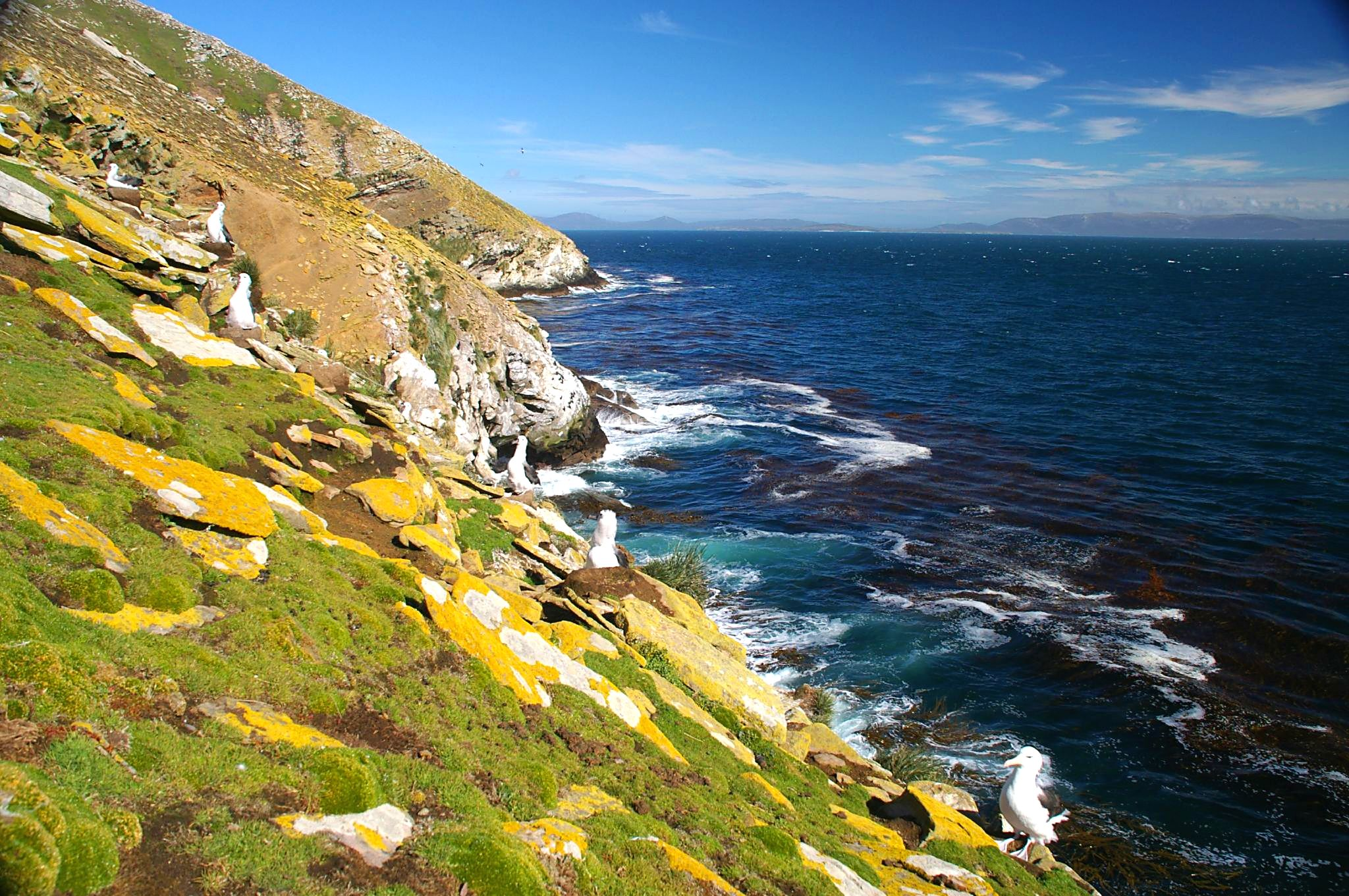
Colònia a l'illa Saunders (illes Malvines)
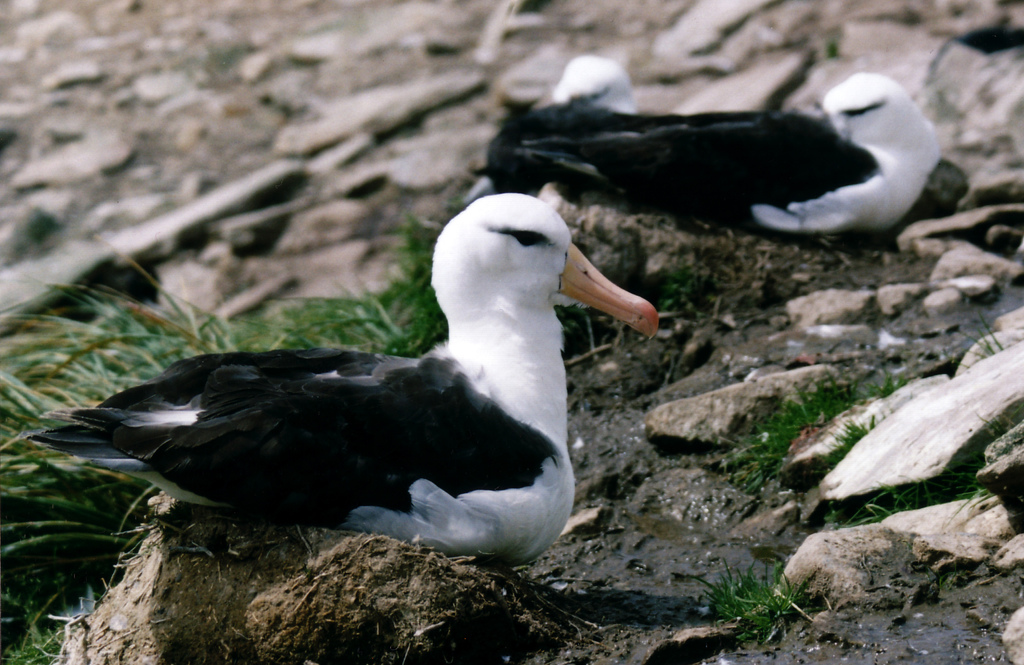
Thalassarche melanophris reposant
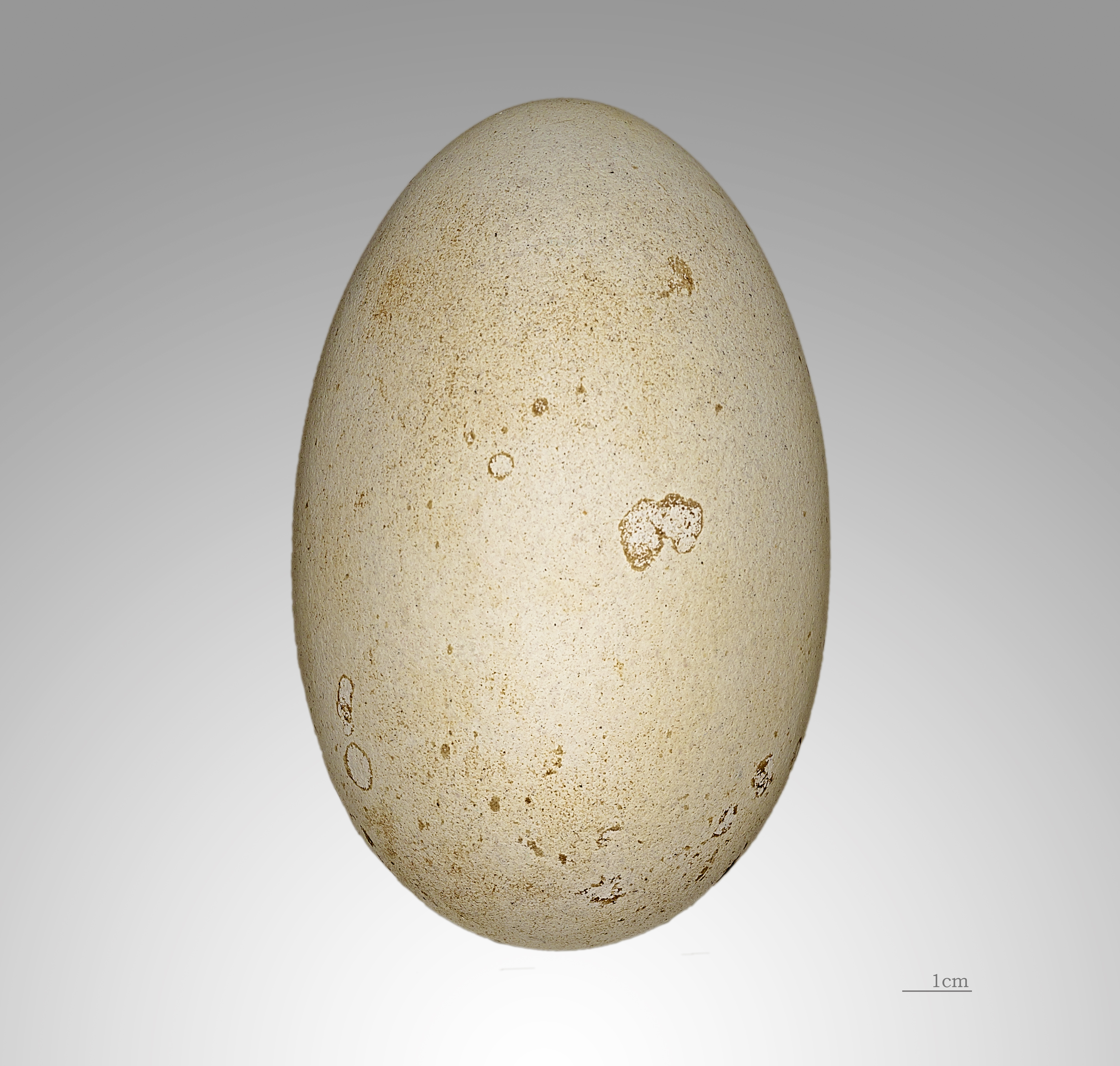
Thalassarche melanophris